# Élections législatives de 1973 dans les Hautes-Alpes
Les élections législatives françaises de 1973 se déroulent les 4 et 11 mars 1973.  Dans le département des Hautes-Alpes, deux députés sont à élire dans le cadre de deux circonscriptions.

## Élus
| Circonscription | Député sortant         | Parti | Parti | Député élu ou réélu    | Parti | Parti |
| --------------- | ---------------------- | ----- | ----- | ---------------------- | ----- | ----- |
| 1re             | Pierre Bernard-Reymond |       | CDP   | Pierre Bernard-Reymond |       | CDP   |
| 2e              | Paul Dijoud            |       | RI    | Paul Dijoud            |       | RI    |

## Résultats

### Résultats à l'échelle du département
| Parti          | Parti                             | Premier tour | Premier tour | Second tour | Second tour | Sièges |
| Parti          | Parti                             | Voix         | %            | Voix        | %           | Sièges |
| -------------- | --------------------------------- | ------------ | ------------ | ----------- | ----------- | ------ |
|                | Centre démocratie et progrès      | 11 983       | 24,86        | 15 243      | 30,07       | 1      |
|                | Républicains indépendants         | 9 675        | 20,07        | 11 389      | 22,47       | 1      |
|                | Union des républicains de progrès | 21 658       | 44,93        | 26 632      | 52,54       | 2      |
|                |                                   |              |              |             |             |        |
|                | Parti communiste français         | 10 319       | 21,41        | 7 711       | 15,21       | 0      |
|                | Mouvement des radicaux de gauche  | 6 984        | 14,49        | 13 955      | 27,53       | 0      |
|                | Parti socialiste                  | 2 938        | 6,09         | Retrait     | Retrait     | 0      |
|                | Union de la gauche                | 20 241       | 41,99        | 21 666      | 42,74       | 0      |
|                |                                   |              |              |             |             |        |
|                | Mouvement réformateur             | 5 775        | 11,98        | 2 391       | 4,72        | 0      |
|                | Lutte ouvrière                    | 533          | 1,11         |             |             | 0      |
|                |                                   |              |              |             |             |        |
| Inscrits       | Inscrits                          | 62 116       | 100,00       | 62 175      | 100,00      | 2      |
| Abstentions    | Abstentions                       | 12 750       | 20,53        | 10 492      | 16,87       |        |
| Votants        | Votants                           | 49 366       | 79,47        | 51 683      | 83,13       |        |
| Blancs et nuls | Blancs et nuls                    | 1 159        | 2,35         | 994         | 1,92        |        |
| Exprimés       | Exprimés                          | 48 207       | 97,65        | 50 689      | 98,08       |        |

### Résultats par circonscription

#### Première circonscription (Gap)
| Candidat       | Candidat                             | Parti          | Premier tour | Premier tour | Second tour | Second tour |  |
| Candidat       | Candidat                             | Parti          | Voix         | %            | Voix        | %           |  |
| -------------- | ------------------------------------ | -------------- | ------------ | ------------ | ----------- | ----------- |  |
|                | Pierre Bernard-Reymond sortant réélu | CDP (URP)      | 11 983       | 43,84        | 15 243      | 52,21       |  |
|                | Jacques Bonacossa                    | MRG (UGSD)     | 6 984        | 25,55        | 13 955      | 47,79       |  |
|                | Jean-Jacques Ferrero                 | PCF            | 5 276        | 19,3         | Retrait     | Retrait     |  |
|                | Pierre Roux                          | MR             | 2 555        | 9,35         |             |             |  |
|                | Roger Vieillard                      | LO             | 533          | 1,95         |             |             |  |
|                |                                      |                |              |              |             |             |  |
| Inscrits       | Inscrits                             | Inscrits       | 34 341       | 100,00       | 34 344      | 100,00      |  |
| Abstentions    | Abstentions                          | Abstentions    | 6 394        | 18,62        | 4 581       | 13,34       |  |
| Votants        | Votants                              | Votants        | 27 947       | 81,38        | 29 763      | 86,66       |  |
| Blancs et nuls | Blancs et nuls                       | Blancs et nuls | 616          | 2,2          | 565         | 1,9         |  |
| Exprimés       | Exprimés                             | Exprimés       | 27 331       | 97,8         | 29 198      | 98,1        |  |

#### Deuxième circonscription (Briançon)
| Candidat       | Candidat                  | Parti          | Premier tour | Premier tour | Second tour | Second tour |  |
| Candidat       | Candidat                  | Parti          | Voix         | %            | Voix        | %           |  |
| -------------- | ------------------------- | -------------- | ------------ | ------------ | ----------- | ----------- |  |
|                | Paul Dijoud sortant réélu | RI (URP)       | 9 675        | 46,35        | 11 389      | 52,99       |  |
|                | Jean Chapuis              | PCF            | 5 043        | 24,16        | 7 711       | 35,88       |  |
|                | Jean-Michel Hurth         | MR             | 3 220        | 15,42        | 2 391       | 11,13       |  |
|                | Jean-Louis Silvestre      | PS (UGSD)      | 2 938        | 14,07        | Retrait     | Retrait     |  |
|                |                           |                |              |              |             |             |  |
| Inscrits       | Inscrits                  | Inscrits       | 27 775       | 100,00       | 27 831      | 100,00      |  |
| Abstentions    | Abstentions               | Abstentions    | 6 356        | 22,88        | 5 911       | 21,24       |  |
| Votants        | Votants                   | Votants        | 21 419       | 77,12        | 21 920      | 78,76       |  |
| Blancs et nuls | Blancs et nuls            | Blancs et nuls | 543          | 2,54         | 429         | 1,96        |  |
| Exprimés       | Exprimés                  | Exprimés       | 20 876       | 97,46        | 21 491      | 98,04       |  |